# Antiblemma amarga
Antiblemma amarga är en fjärilsart som beskrevs av William Schaus 1911. Antiblemma amarga ingår i släktet Antiblemma och familjen nattflyn. Inga underarter finns listade i Catalogue of Life.